# 石川総為
石川 総為（いしかわ ふさため）は、江戸時代中期の旗本。貞當系石川家（大島石川家）5代。

## 生涯
元禄16年（1703年）小田原藩主大久保忠朝の甥大久保教福（旗本5千石）の三男として誕生し、正徳4年7月21日（1714年8月30日）将軍家継に拝謁した後、石川総因の養嗣子となり、総因の養女（大島石川家3代総乗の外孫）と婚姻する。享保13年9月7日（1728年10月9日）養父総因死去に伴い、同年12月12日（1729年1月11日）遺跡を継ぎ、火事場見廻役・常火消役を勤める。
元文元年12月16日（1737年1月16日）布衣を着することを許され、小姓組番頭に進み、同5年12月21日（1741年2月6日）従五位下・備中守に叙任される。御書院番頭となり、宝暦元年3月16日（1751年4月11日）死去した。